# Міхай Нямцу
Міхай Нямцу (рум. Mihai Neamțu, відомий як «Дядько Міхай» (рум. Unchiul Mihai; 12 жовтня 1924, с. Прилог, повіт Сату-Маре — 23 червня 2000, там само) — румунський монах-василіянин, людина молитви й духовний порадник, самоук у сфері терапії та добрий знавець засобів лікування на основі лікарських рослин. Слуга Божий.

## Життєпис
Міхай Нямцу народився 12 жовтня 1924 року в селі Прилог, повіт Сату-Маре, у сім'ї Георге Нямцу — вчителя й церковного дяка, та Терезії Нямцу. У родині було 12 дітей. У 1931—1936 роках він навчався у початковій школі в рідному селі. У 1938 році він зазнав паралічу лівого боку тіла.
Два роки він був церковним співаком у греко-католицькому монастирі в Біксаді, проте через проблеми зі здоров'ям повернувся до батьківського дому. 1 грудня 1948 року Румунська греко-католицька церква в Соціалістичній Республіці Румунія була заборонена Декретом № 358. У період переслідувань греко-католицької церкви Міхай Нямцу вів активну молитовну і харитативну діяльність. Через це він постійно перебував під наглядом румунської комуністичної Секурітате.
Багато людей з усієї країни, а також із-за кордону, зверталися до брата Міхая з Прилога по поради, лікувальні чаї й молитви у тілесних і душевних труднощах.
У підпільних умовах Міхай Нямцу був повторно прийнятий до Чину святого Василія Великого 2 лютого 1981 року протоігуменом Чину о. Юрієм Маріною, ЧСВВ. Вічні обіти склав 1 січня 1986 року.
Монах Міхай Нямцу, ЧСВВ, відійшов у вічність 23 червня 2000 року у с. Прилог.

## Процес беатифікації
15 серпня 2018 року, в день Успіння Пресвятої Богородиці, Блаженніший Лучіан Мурешан, Кардинал і Верховний архиєпископ Румунської греко-католицької церкви, видав документ, яким офіційно оголошено прохання постулятора о. Крістіана Барти щодо початку процесу і архиєпархіального розслідування життя, героїчних чеснот і слави святості, пов'язаної зі славою знаків Слуги Божого монаха Міхая Нямцу, ЧСВВ.
14 грудня 2020 року в м. Блаж завершився архиєпархіяльний етап справи зарахування бр. Міхая Нямцу до лику блаженних Католицької Церкви.

## Оцінки сучасників
«„Дядько“ Міхай — „людина, яка бачить людей наскрізь“»
«Саме такими словами було охарактеризовано Міхая Нямцу з Прилога в редакційній статті журналу Flacăra, який у 1980-х роках очолював Адріан Пеунеску. Стаття була парадоксальною для комуністичного періоду, суперечливою через сміливість говорити про людину Божу в часи туману релігійної свободи».